# ألكسندر وود
ألكسندر لوتشيان وود (بالإنجليزية: Alexander Lochian Wood) الشهير باسم ألكسندر وود (12 يونيو 1907 في لوتشغيلي، اسكتلندا – 20 يوليو 1987 في غاري، الولايات المتحدة) لاعب كرة قدم اسكتلندي أمريكي راحل كان يجيد اللعب في خط الدفاع . مثل منتخب الولايات المتحدة في بطولة كأس العالم لكرة القدم 1930 التي أقيمت في الأوروغواي .

## وصلات خارجية
- ألكسندر وود على موقع الاتحاد الدولي (مؤرشف)  (الإنجليزية)
- ألكسندر وود على موقع قاعدة بيانات كرة القدم.إي يو (الإنجليزية)

- هذا متحف كرة القدم